# Demodex cyonis
Demodex cyonis is een mijtensoort uit de familie van de Demodicoidea. De wetenschappelijke naam van de soort werd voor het eerst geldig gepubliceerd in 2018 door Morita, Ohmi, Kiwaki, Ike en Nagata.